# Harald Winkler
Harald Winkler (* 17. Dezember 1962 in Graz) ist ein ehemaliger österreichischer Bobfahrer, der 1992 Olympiasieger im Viererbob war.

## Sportliche Karriere
Der 1,95 Meter große Harald Winkler vom Bob-Club Steiermark nahm als Anschieber für den Bobpiloten Ingo Appelt an den Olympischen Winterspielen 1988 teil. Mit dem Zweierbob belegten Appelt und Winkler den fünften Platz, mit Josef Muigg und Gerhard Redl fuhr der Viererbob auf den siebten Platz. Bei der Bob-Europameisterschaft 1989 gewann der österreichische Viererbob mit Ingo Appelt, Harald Winkler, Gerhard Redl und Jürgen Mandl den Titel, nach 1978 war es der zweite Europameistertitel für Österreich im Viererbob. 1990 gewann Österreich Gold und Silber im Viererbob, hinter dem von Peter Kienast gesteuerten Bob erhielten Appelt, Redl, Mandl und Winkler die Silbermedaille. Bei der Bob-Weltmeisterschaft 1990 gewann im Viererbob der von Gustav Weder gesteuerte Schweizer Viererbob vor Harald Czudaj aus der DDR, Appelt, Redl, Mandl und Winkler erhielten die Bronzemedaille. Den Höhepunkt ihrer Karriere erlebten Ingo Appelt und Harald Winkler zusammen mit Gerhard Haidacher und Thomas Schroll bei den Olympischen Spielen 1992 in Albertville. Mit zwei Hundertstelsekunden Vorsprung auf den deutschen Bob von Wolfgang Hoppe gewannen die Österreicher die Goldmedaille, die bis heute (Stand nach den Winterspielen 2022) einzige olympische Goldmedaille für österreichische Bobfahrer überhaupt.
Nach dem Karriereende von Ingo Appelt wechselten Winkler und Haidacher zum Piloten Hubert Schösser. Bei der Bob-Europameisterschaft 1993 gewann der Schweizer Gustav Weder vor dem deutschen Dirk Wiese, dahinter erhielten Hubert Schösser, Gerhard Redl, Harald Winkler und Gerhard Haidacher die Bronzemedaille. Bei der Bob-Weltmeisterschaft 1993 siegte ebenfalls Gustav Weder, der österreichische Viererbob gewann die Silbermedaille. Bei seinem dritten Olympiastart 1994 in Lillehammer verpasste Winkler mit dem Viererbob von Hubert Schösser als Vierter um knapp vier Zehntelsekunden eine Medaille.